# Ariobarzanes
Ariobarzanes ist ein Herrschername der Dynastie von Kios, die später zu Königen von Pontos aufstiegen. Dabei ist Ariobarzanes die hellenisierte Form des altiranischen Namens Ārya-bṛzāna, was so viel wie „die Erhöhung der Arier“ bedeutet.
Den Namen trugen:
- Ariobarzanes I. (Kios) (5. Jahrhundert v. Chr.), persischer Satrap in Phrygien
- Ariobarzanes II. (Kios) (reg. 363–337 v. Chr.)
- Ariobarzanes (Pontos) (reg. 266–250 v. Chr.)
- Ariobarzanes I. (Kappadokien) (reg. 95–63/62 v. Chr.)
- Ariobarzanes II. (Kappadokien) (reg. 63/62–51 v. Chr.)
- Ariobarzanes III. (Kappadokien) (reg. 51–42 v. Chr.)

- Ariobarzanes I. (Atropatene) (ca. 65–? v. Chr.)
- Ariobarzanes II. (Atropatene) (20–ca. 6 v. Chr.)

Weitere Personen dieses Namens:
- Ariobarzanes (Satrap) († 330 v. Chr.), ein persischer Statthalter im 4. vorchristlichen Jahrhundert
- Ariobarzanes (Phrygien) († um 362 v. Chr.), ein persischer Satrap Phrygiens